# 野口猛 (天文学者)
野口 猛（のぐち たけし、1940年9月6日 - 2016年8月19日）は、日本の天文学者。元国立天文台助教授。岡山県出身。

## 経歴
倉敷市立精思高等学校卒業。1960年（昭和35年）、文部省に技官として入省。東京天文台岡山天体物理観測所に第1期生として勤務し、反射望遠鏡の保守・改良に当たる。
1975年（昭和50年）、長野県の木曽観測所（東京大学大学院理学系研究科附属天文学教育研究センターの前身）へ異動。助手から助教授へ昇任の後、国立天文台ハワイ観測所すばる望遠鏡の開設に伴いすばる望遠鏡プロジェクト室アストロノミカル・エンジニアに就任する。
2001年（平成13年）3月、国立天文台を定年退官。同年10月よりシニア海外ボランティアとしてパラグアイへ渡り、1年に及ぶ現地滞在で国立アスンシオン大学天文台の変光星観測指導に当たる。
2016年（平成28年）8月19日逝去。『天文月報』2017年2月号で追悼特集が組まれている。

## 著作
- パラグアイ便り －シニア海外ボランティアが発信したE-MAIL－（日本文学館）

2003年7月15日初版 ISBN 4-7765-0016-7